# Cnephasia microstrigana
Cnephasia microstrigana is een vlinder uit de familie bladrollers (Tortricidae). De wetenschappelijke naam is voor het eerst geldig gepubliceerd in 1958 door Razowski.
De soort komt voor in Europa.